# Харламов, Иоанн Герасимович
Иоанн (Иван) Герасимович Харламов (1746—1791) — протоиерей Покровского что на Рву собора в Москве, более прославившийся своей деятельностью переводчика. Кроме того, Харламов (с 1787) был редактором богословских журналов: «Беседы с Богом, или Размышления в утренние часы, на каждый день года», «Размышления о делах Божиих в царстве натуры и провидения, на каждый день года» и «Беседы с Богом, или Размышления в вечерние часы, на каждый день года», издаваемых Н.И. Новиковым.

## Переводы
С латыни
1. Св. Амвросий, «О должностях» (Москва, 1767).
2. Св. Амвросий, «О покаянии» (Санкт-Петербург, 1778.

С французского
1. Г-жа Ле-Пренс-де-Бомон, «Юношеское училище, или Нравоучительные разговоры» (4-я ч.; Москва, 1774).
2. Г-жа Ле-Пренс-де-Бомон, «Совершенное воспитание» (3-я ч.; Москва, 1787).
3. Жан д'Аламбер, «Собрание разных рассуждений, касающихся до словесных наук, истории и философии» (1-я ч.; Санкт-Петербург, 1787).
4. Сочинения г. Д'Аламберта, одного из славнейших и редких писателей. (1-я ч.; Москва, 1790).
5. Сочинения г. Д'Аламберта, одного из славнейших и редких писателей. (2-я ч.; Москва, 1790).

С немецкого
1. И. Гибнер, М. Вагнер, «206 священных историй, выбранных из Священного писания» (2-я ч., совместно с М. Соколовым; Москва, 1775).